# San Diego Open 1990
Il San Diego Open 1990 è stato un torneo di tennis giocato sul cemento. 
È stata la 12ª edizione del torneo di San Diego, che fa parte della categoria Tier III nell'ambito del WTA Tour 1990
Si è giocato a San Diego negli USA dal 6 al 12 agosto 1990.

## Campionesse

### Singolare
Steffi Graf ha battuto in finale  Manuela Maleeva-Fragnière con il punteggio di 6–3, 6–2

### Doppio
Patty Fendick /  Zina Garrison hanno battuto in finale  Elise Burgin /  Rosalyn Fairbank-Nideffer con il punteggio di 6–4, 7–6(5)